# Філ Монктон
Філ Монктон (англ. Phil Monckton, 8 квітня 1952) — канадський академічний веслувальник.
Бронзовий призер Олімпійських Ігор 1984 року в складі парної четвірки, учасник 1976 року.